# Imperia Calcio 1999-2000
Questa pagina raccoglie le informazioni riguardanti l'Imperia Calcio nelle competizioni ufficiali della stagione 1999-2000.

## Rosa
| N. |                   | Ruolo | Calciatore             |
| -- | ----------------- | ----- | ---------------------- |
|    | Italia (bandiera) | P     | Massimiliano Adami     |
|    | Italia (bandiera) | P     | Gianluca Agnesini      |
|    | Italia (bandiera) | C     | Luca Alberti           |
|    | Italia (bandiera) | D     | Fabrizio Anzalone      |
|    | Italia (bandiera) | D     | Nicola Bambini         |
|    | Italia (bandiera) | D     | Alessio Barone         |
|    | Italia (bandiera) | A     | Salvatore Bella        |
|    | Italia (bandiera) | D     | Andrea Benassi         |
|    | Italia (bandiera) | C     | Gianluca Bocchi        |
|    | Italia (bandiera) | A     | Massimiliano Bongiorni |
|    | Italia (bandiera) | A     | Gianluca Carretucci    |
|    | Italia (bandiera) | C     | Fabio Giannasi         |
|    | Italia (bandiera) | A     | Matteo Giribone        |

| N. |                   | Ruolo | Calciatore           |
| -- | ----------------- | ----- | -------------------- |
|    | Italia (bandiera) | C     | Cristiano Giuntoli   |
|    | Italia (bandiera) | C     | Stefano Menchini     |
|    | Italia (bandiera) | A     | Massimiliano Palombo |
|    | Italia (bandiera) | C     | Massimo Peluffo      |
|    | Italia (bandiera) | C     | Gaetano Perrella     |
|    | Italia (bandiera) | C     | Claudio Rusconi      |
|    | Italia (bandiera) | D     | Michele Sbravati     |
|    | Italia (bandiera) | D     | Ciro Scognamiglio    |
|    | Italia (bandiera) | A     | Simone Spinelli (II) |
|    | Italia (bandiera) | C     | Franco Urbano        |
|    | Italia (bandiera) | C     | Claudio Vago         |
|    | Italia (bandiera) | P     | Paolo Viviani        |